# Amsterdamer Grachtengürtel

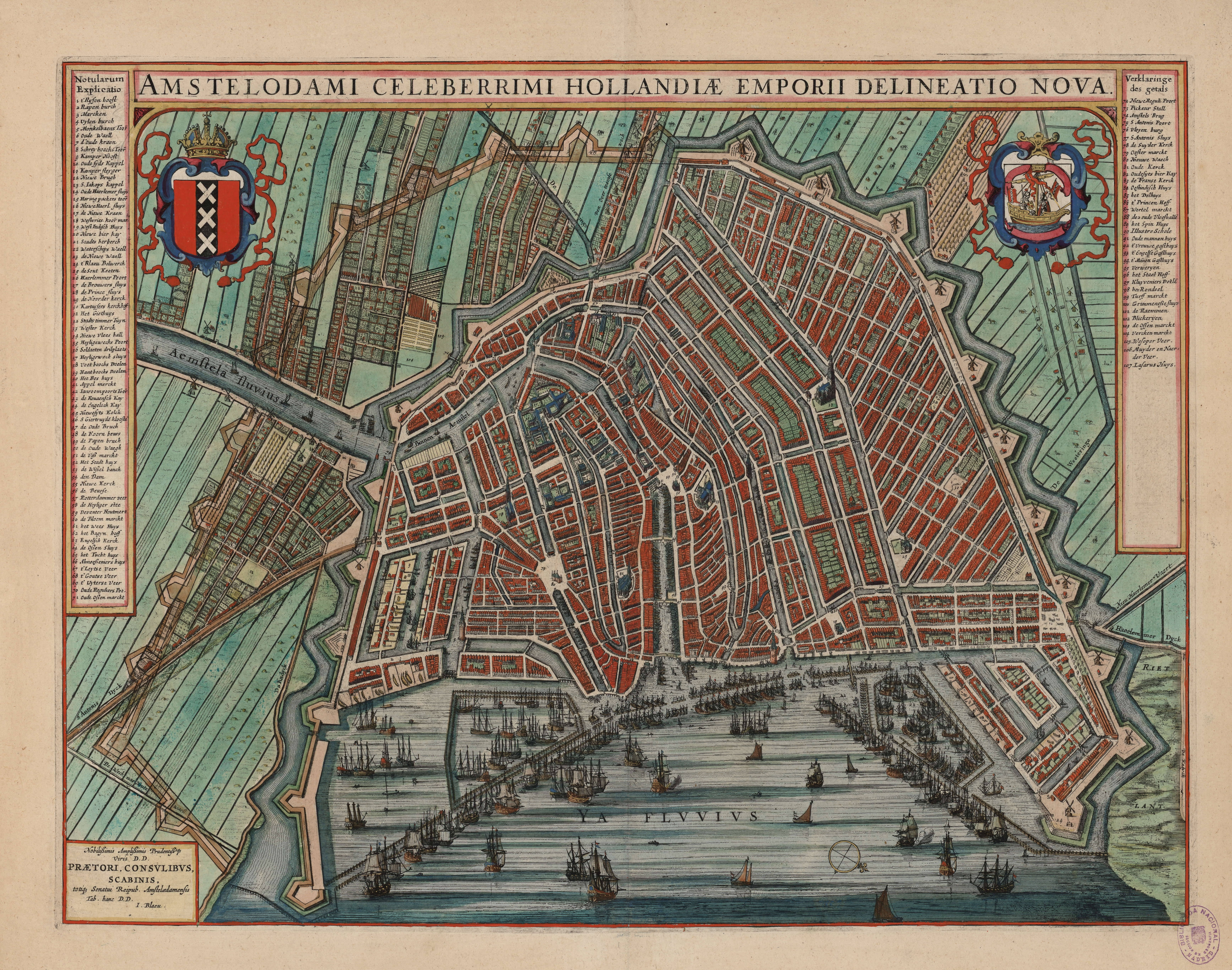
Karte aus dem Städtebuch der Niederlande von Joan Blaeu (1649)

Der Amsterdamer Grachtengürtel ist ein System von Kanälen (Grachten) und gilt als beispielhafte Baukunst des Goldenen Zeitalters, das Amsterdam den Beinamen Venedig des Nordens einbrachte. Er war Teil eines Erweiterungsplans, der im frühen 17. Jahrhundert notwendig wurde, um für die rasant wachsende Bevölkerung Amsterdams Platz zu schaffen. Mit den Arbeiten wurde 1612 begonnen, die Bauzeit betrug rund 40 Jahre.

## Zweck
Weil die Wirtschaft im Goldenen Zeitalter florierte und sich stets mehr Menschen in der Stadt niederließen, wurde Anfang des 17. Jahrhunderts mit dem Bau eines Grachtengürtels um die bisherigen Grachten, Singel und Kloveniersburgwal, begonnen. Waren die alten Grachten Verteidigungsgräben gewesen, sollten die neuen Grachten hauptsächlich dem innerstädtischen Warenverkehr dienen, auch wenn sie zur Verteidigung der Stadt wirkungsvoll beitrugen. Ihre Hauptfunktion war der An- und Abtransport von Waren zu und von den Kaufmanns- und Lagerhäusern, die direkt an den Grachten gebaut wurden. Daneben dienten die Grachten der Entwässerung des nun urbar gemachten Sumpfgebietes und fungierten als offene, entsprechend unappetitliche Kloake. Das Grachtenwasser erneuerte sich durch den Gezeitenwechsel zwar teilweise, aber es musste auch über Schleusen nachgeholfen werden.

## Geschichte
1612 wurde auf Initiative des Amsterdamer Bürgermeisters Frans Hendricksz Oetgens van Waveren nach den Plänen von Stadtbaumeister Hendrick Jacobsz Staets und Stadtvermesser Lucas Jansz Sinck damit begonnen, in der Brache im Westen der Stadt, außerhalb des Singel zwischen der Brouwersgracht und der Leidsegracht, drei neue Hauptgrachten anzulegen. 1658 erfolgte der Durchbruch zur Amstel und anschließend weiter östlich bis an die Oostelijke Eilanden. So erhielt die Stadt ihr einzigartiges Kanalsystem mit seiner typischen Halbmondform.
Als Verlängerung der Hauptgrachten jenseits der Amstel, östlich der Altstadt, entstanden die Nieuwe Herengracht, Nieuwe Keizersgracht und Nieuwe Prinsengracht. Nach Johannes Ter Gouw gehen die ab 1615 überlieferten Namen der Grachten auf die entsprechenden Titel zurück, jedoch  wie die gleichzeitige Umbenennung der Singel in Koningsgracht (Königsgracht) ohne Bezug auf eine konkrete Person.
Südlich des ehemaligen Stadttors Munttoren und somit außerhalb der mittelalterlichen Stadt wurde ab 1660 der Grachtengürtel nach Osten bis zur Amstel erweitert und eine der schönsten Grachten entstand: die von sieben Brücken überspannte Reguliersgracht.
Gleichzeitig mit der Anlage der Grachten wurden unter der Leitung des Stadtplaners Hendrick Staets die Fabrikanlagen aus der Innenstadt in das Sumpfgebiet jenseits des vornehmen Grachtengebiets verlegt und dort auch ein Arbeiterwohnviertel errichtet. Die französischsprachigen Hugenotten sollen diesen Bezirk jardin (Garten) genannt haben, was später zu „Jordaan“ verballhornt wurde.
Zwischen Heren- und Prinsengracht ließen sich wohlhabende Kaufmanns- und Bankiersfamilien auf dem in schmale, oft identische Parzellen aufgeteilten und teuer verkauften neu gewonnenen Land nieder. Auch der Bürgermeister war hier zu Hause. Westlich des Singel findet man entlang der Herengracht die prächtigsten Grachtenhäuser der ganzen Stadt mit dem schönsten Giebelschmuck. Hier konnten sich im 17. Jahrhundert nur die einflussreichsten Handelsherren niederlassen. Angesichts der Ansammlung großer, prächtiger Stadtpaläste, insbesondere rund um den Koningsplein, sprechen die Amsterdamer noch heute ehrfurchtsvoll von der Gouden Bocht, der „Goldenen Biegung“. In der Keizersgracht, benannt nach Kaiser Maximilian I. und der Prinsengracht, benannt nach den Prinzen des Hauses Oranien, stehen deutlich bescheidenere, aber nicht minder sehenswürdige historische Quartiere.
Im 19. und 20. Jahrhundert wurden rund 70 Grachten zugeschüttet, weil sie nicht mehr gebraucht wurden, versandeten oder die Gesundheit der Anwohner durch stehendes, verunreinigtes Wasser bedroht war. Nachdem die gesamte Stadt längst an die Kanalisation angeschlossen ist, das Wasser in den Grachten seit 1872 einmal wöchentlich durch eine Pumpstation erneuert wird und die Stadtväter sich der Attraktivität der Grachten für den Tourismus bewusst wurden, gibt es immer wieder Ansätze und Pläne, diese alten Grachten – wie beispielsweise die 1895 zugeschüttete Palmgracht im Stadtteil Jordaan – wiederherzustellen, was allerdings bislang immer wieder an den erheblichen Kosten gescheitert ist.
Seit dem 1. August 2010 zählt der Grachtengürtel zum UNESCO-Welterbe.

## Aufteilung
Der Grachtengürtel besteht aus drei Hauptgrachten, der Heren-, Keizers- und Prinsengracht, die wie halbe konzentrische Kreise gebildet sind und gemeinsam mit dem mittelalterlichen Festungsgraben Singel, der bis Ende des 16. Jahrhunderts die Stadt im Westen begrenzte, den Kern des alten Amsterdam, die heutige Innenstadt (niederländisch: Binnenstad) umschließen.
Die Hauptgrachten werden durch zahlreiche Quergrachten verbunden, insgesamt sollen es angeblich rund 160 sein, überspannt von fast 1300 Brücken.

## Der Grachtengürtel heute
Als Bepflanzung sind an den Uferseiten ausschließlich Ulmen geduldet, weil ihre Wurzeln nur in die Tiefe wachsen und nicht die Gefahr besteht, dass sie seitwärts die Kanalwände durchdringen. In den Grachten liegen über 2.000 Wohnboote, die über Strom- und Wasseranschluss verfügen. Heute werden die Grachten hauptsächlich von Touristenbooten befahren.
Zwischen Singel, Herengracht, Keizersgracht und Prinsengracht liegt ein Einkaufsgebiet mit Boutiquen, Galerien und Cafés, das als die Negen Straatjes („Neun Straßen“) bekannt ist. Die neun malerischen Straßen, die die Grachten miteinander verbinden, sind Reestraat, Hartenstraat, Gast-Huismolensteeg, Berenstraat, Wolvenstraat, Oude Spiegelstraat, Runstraat, Huidenstraat und Wijde Heisteeg.
Am Grachtengürtel konnten es sich nur sehr wohlhabende Bürger leisten, ein prächtiges Grachtenhaus zu erbauen und zu bewohnen. Das ist auch heute noch so. Neben Privatleuten haben sich daher viele Betriebe (Banken, Versicherungen und Anwaltskanzleien) an den Grachten niedergelassen.
Einige der Kanalhäuser, wie auch ein Wohnboot in der Prinsengracht, wurden inzwischen in Museen umgewandelt und geben Einblicke in das Leben der „besseren Gesellschaft“ des 17. und 18. Jahrhunderts. Die einstigen Wohnhäuser zweier bekannter Kaufmannsfamilien, heute Museum Willet-Holthuysen und Museum Van Loon, zeigen Originaleinrichtungen und die Kunstsammlungen ihrer früheren Bewohner.
Ein Stück weiter liegt das Arbeiterviertel De Pijp, das im 19. Jahrhundert die Wohnungsnot im Jordaan mindern sollte. Eine der Attraktionen des multikulturellen Viertels ist der Albert Cuyp Markt, Amsterdams und Europas größter Wochenmarkt.

## Sehenswürdigkeiten
In der Prinsengracht 281 befindet sich die Westerkerk, in der Prinsengracht 263 das Anne-Frank-Haus. Das Hausbootmuseum befindet sich gegenüber Haus Nr. 296 der Prinsengracht. Das schmalste Haus Amsterdams liegt am Singel Nr. 7. Das Museum Het Grachtenhuis aus dem 17. Jahrhundert in der Herengracht 586.